# Marko Pogačnik

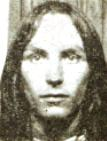
Marko Pogačnik (um 1969)

Marko Pogačnik (* 11. August 1944 in Kranj, Slowenien) ist ein slowenischer Bildhauer, Land-Art-Künstler, Geomant und Autor.

## Leben
Pogačnik studierte Bildhauerei an der Kunstakademie Ljubljana, die er 1967 abschloss. Von 1965 bis 1971 arbeitete er als Mitglied der internationalen Künstlergruppe OHO in den Bereichen von Konzeptkunst und Land-Art. 1971 gründete er mit seiner Familie und Freunden eine Lebens- und Künstlergemeinschaft, die Sempas-Familie in Sempas, Slowenien, die bis etwa 1979 existierte. Ab Mitte der 1980er Jahre entwickelte er die Lithopunktur, eine der Akupunktur nachempfundene Methode der Heilung und Ausbalancierung von Orten und Landschaften. Seither führte er Projekte zur Heilung der Natur- und Stadtlandschaft durch Steinsetzungen aus, so im Schlosspark Türnich, bei Cappenberg und den Geomantischen Pfad im steirischen Bad Blumau. Andere Lithopunkturen führte er entlang der Grenze zwischen Nordirland und der Republik Irland bei Londonderry sowie in Salzburg durch.
Im Jahre 1991 wurde ihm die Gestaltung des slowenischen Staatswappens übertragen.

## Ausstellungen
- Ausstellungen mit OHO
  - 1970: Museum of Modern Art, New York
  - 1971: Biennale Paris
- Ausstellungen der Sempas-Familie
  - 1977: Trigon, Graz
  - 1978: Biennale Venedig
- "Die Neue Erde " mit Gudrun Kargl und Maja Pogačnik[1]

## Werke
Autor von zahlreichen Büchern in deutscher und englischer Sprache
- Die Erde Heilen. 1989.
- Die Landschaft der Göttin. 1993.
- Elementarwesen. 1995.
- Schule der Geomantie. 1996.
- Wege der Erdheilung. 1997.
- Geheimnis Venedig – Modell einer vollkommenen Stadt. 1997.
- Erdsysteme und Christuskraft. 1998.
- Die heilige Landschaft – am Beispiel Istrien. 1999.
- Brasilien, ein Pfad zum Paradies 1999.
- Die Erde wandelt sich. 2000.
- Die Tochter der Erde. 2002.
- Erdwandlung als persönliche Herausforderung. 2003.
- Das Herz so weit – zu den Wurzeln des Friedens in Palästina und Israel. 2004.
- Liebeserklaerung an die Erde. Ein weltumspannender Steinkreis für die Kraft des Wandels. AT Verlag, Baden/München 2007, ISBN 978-3-03800-342-7.
- Das geheime Leben der Erde: Neue Schule der Geomantie – mit Lara Mallien. 2008.

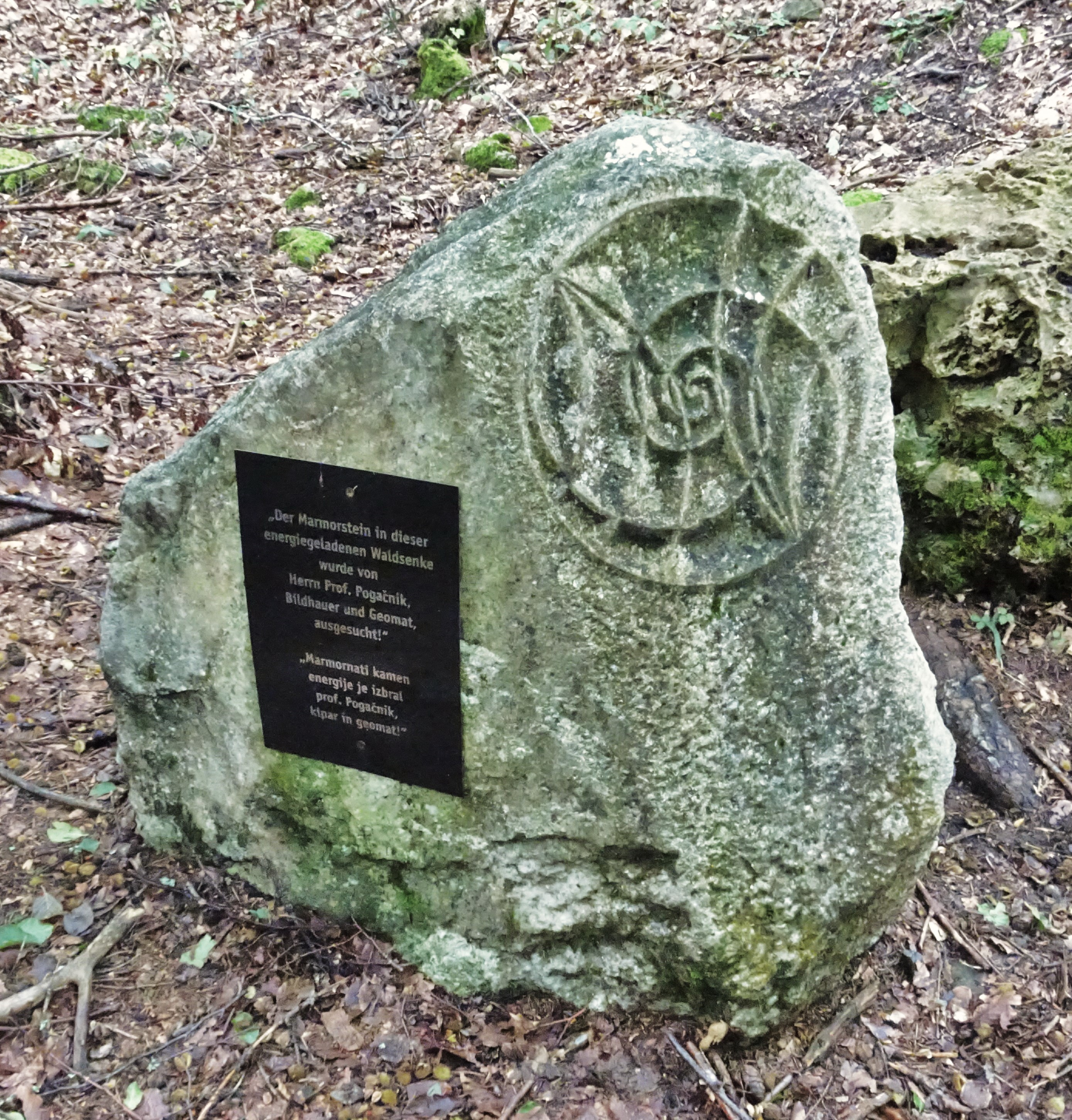
Lithopunktur oberhalb von Rupertiberg (Ludmannsdorf)
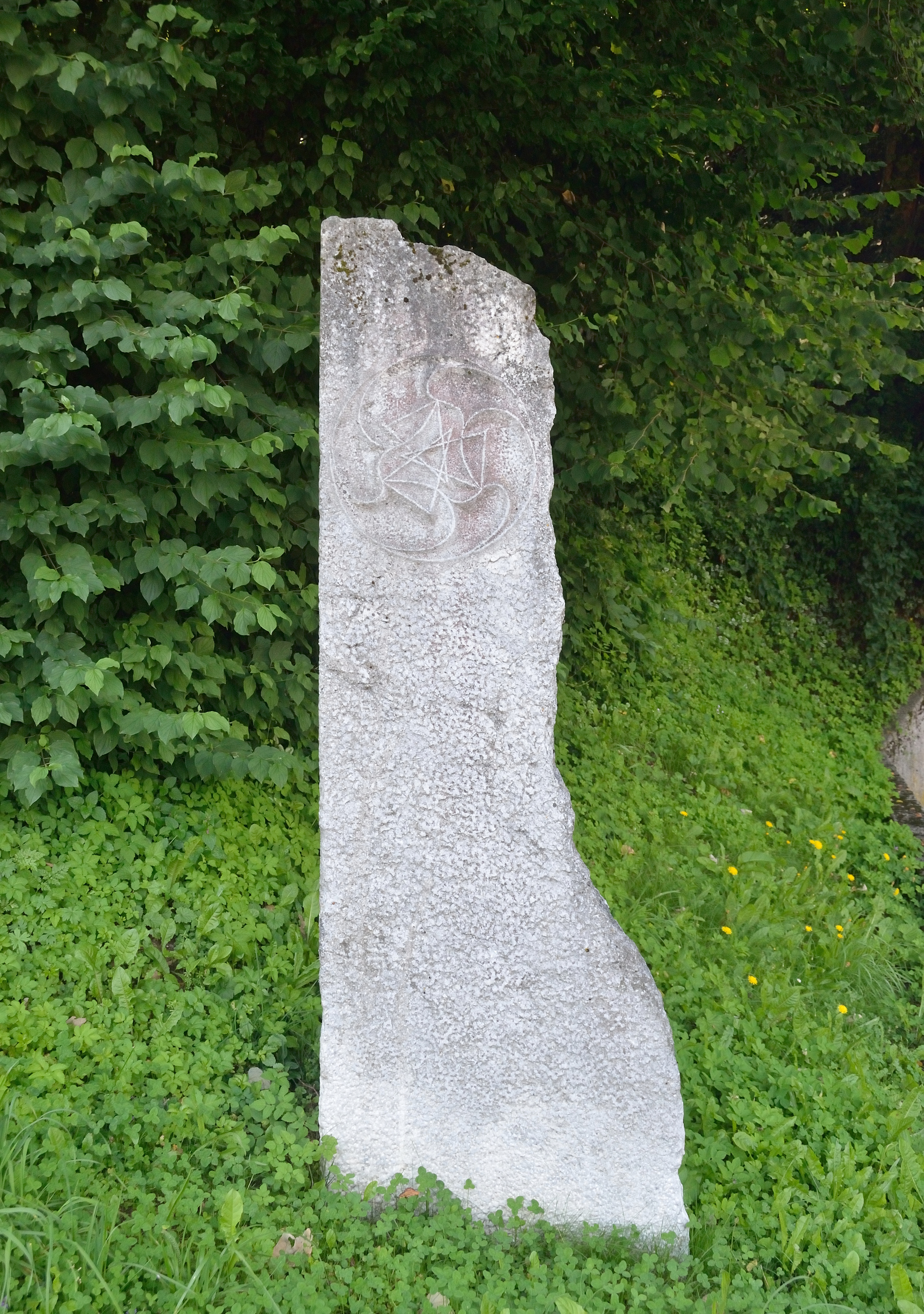
Steinstele in Bleiburg, 1999
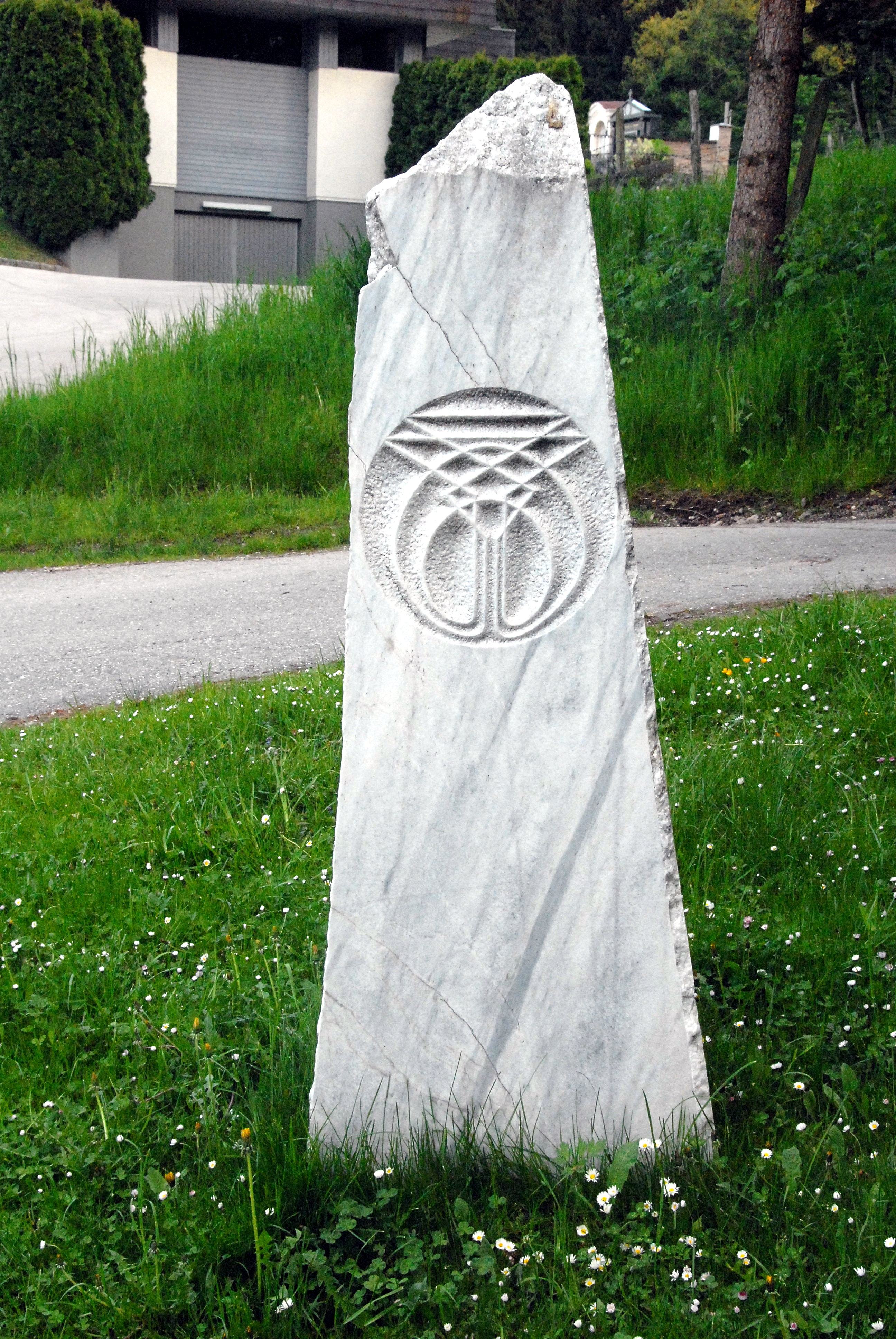
Lithopunktur mit Kosmogramm in Sankt Paul
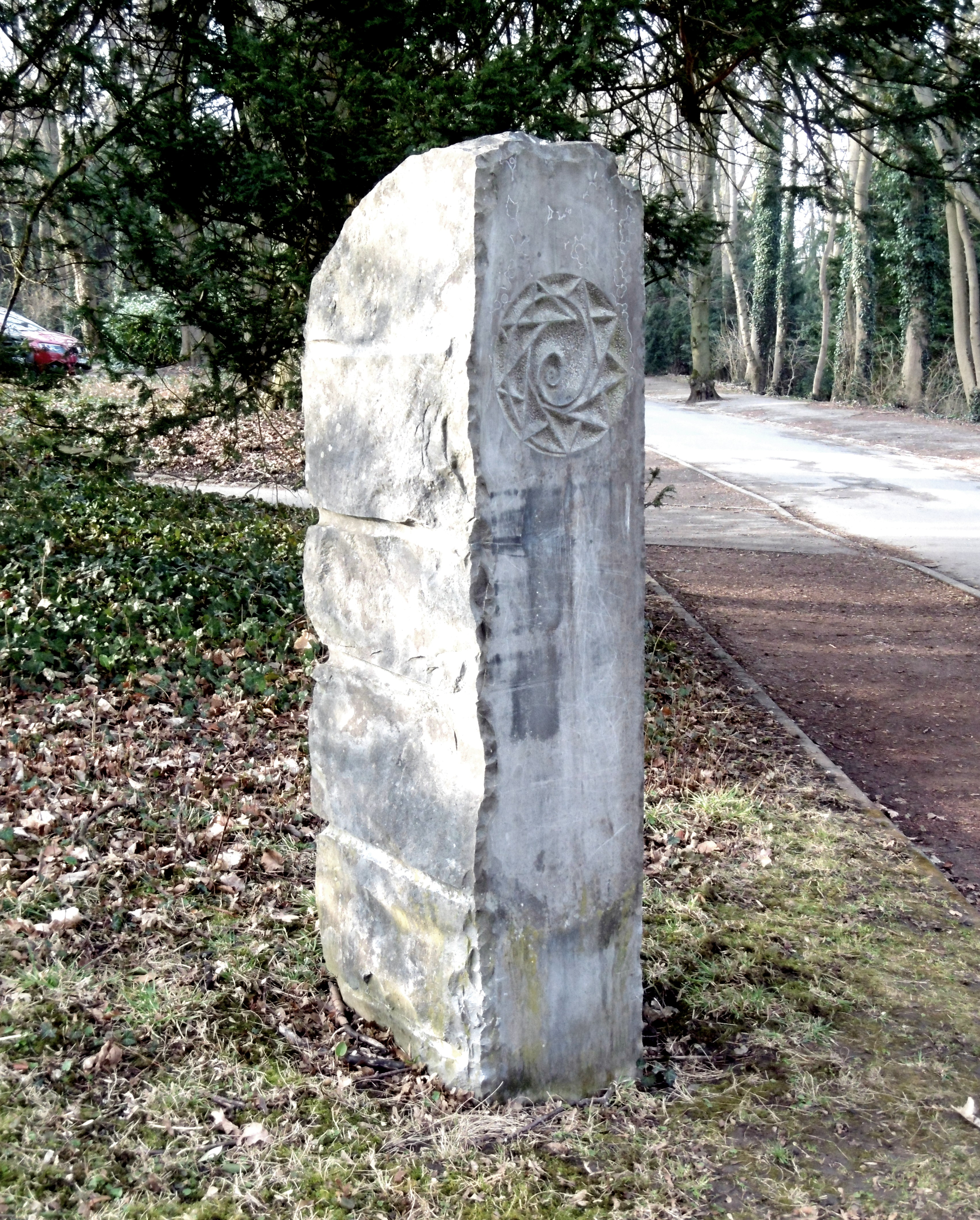
Aachen – eine Landschaft der Göttin, Aachen-Lousberg, 1999